# Dziennik pokładowy

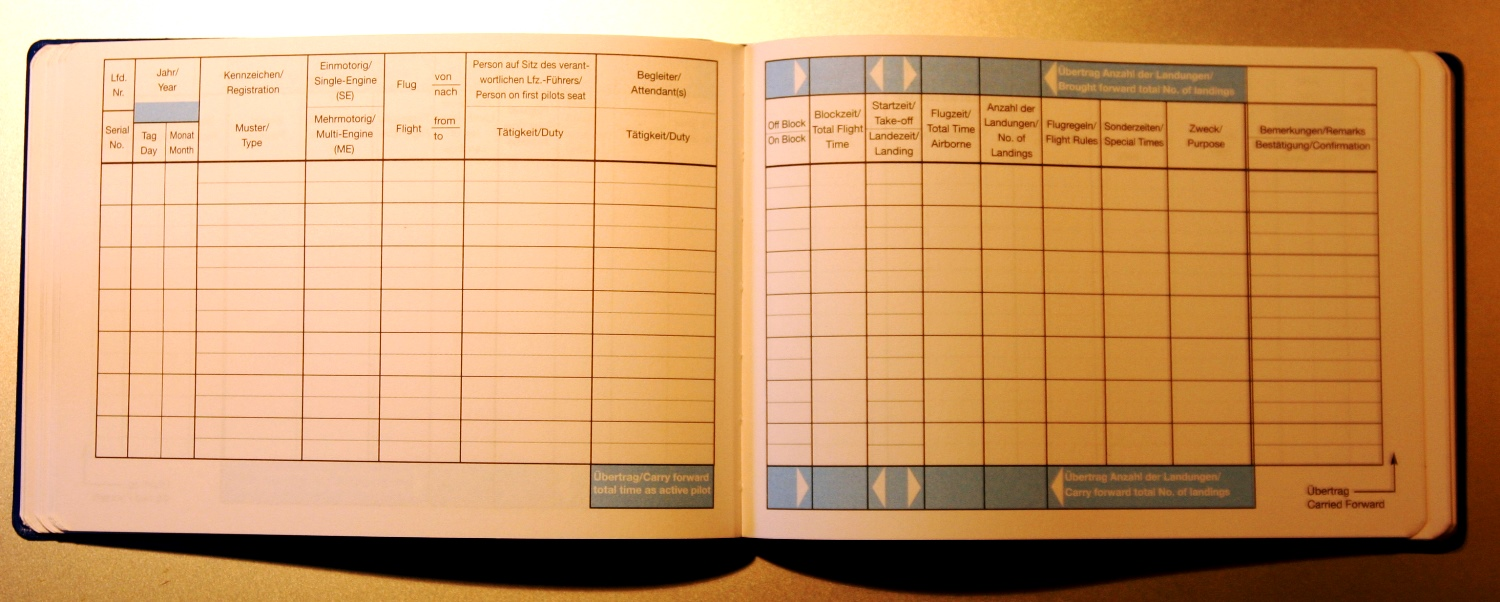
Dziennik pokładowy

Dziennik pokładowy – podstawowy dokument załogi statku powietrznego odtwarzający przebieg lotu. Zapisuje się w nim dane o przebiegu i zakończeniu lotu, obliczenia wstępne i rzeczywiste oraz inne dane.